# 가양역
가양(부민병원)역(Gayang(Bumin Hospital)Station, 加陽(富民病院)驛)은 서울특별시 강서구 가양동에 위치한 서울 지하철 9호선의 전철역이다. 서울 지하철 9호선의 역 중에서 가장 출구가 많은 역이다. 가양대교 남단에 위치한다. 향후 대장-홍대선이 개통되면 환승역이 될 예정이다.

## 역사
- 2008년 9월 18일 : 가양역으로 역명 결정[3]
- 2009년 7월 24일 : 서울 지하철 9호선 개화 ~ 신논현 구간 개통과 함께 영업 개시

## 역 구조
2면 4선식 쌍섬식의 승강장 구조를 가진 지하역이다. 바깥쪽 승강장을 일반열차가, 안쪽 승강장을 급행열차가 각각 사용한다. 심야시간을 제외하고 이 역에서 일반열차의 대피가 이루어진다. 승강장에 스크린도어가 설치되어 있다.

### 승강장
| 양천향교 ↑  |
| 상 \| 하 \| |
| ↓ 증미      |

| 하행 | ● 서울 지하철 9호선 | 일반 마곡나루 · 신방화 · 김포공항 · 개화 방면                 |
| 하행 | ● 서울 지하철 9호선 | 급행 마곡나루 · 김포공항 방면                                 |
| 상행 | ● 서울 지하철 9호선 | 급행 염창 · 당산 · 노량진 · 동작 · 신논현 · 중앙보훈병원 방면 |
| 상행 | ● 서울 지하철 9호선 | 일반 염창 · 당산 · 노량진 · 동작 · 신논현 · 중앙보훈병원 방면 |

## 사진

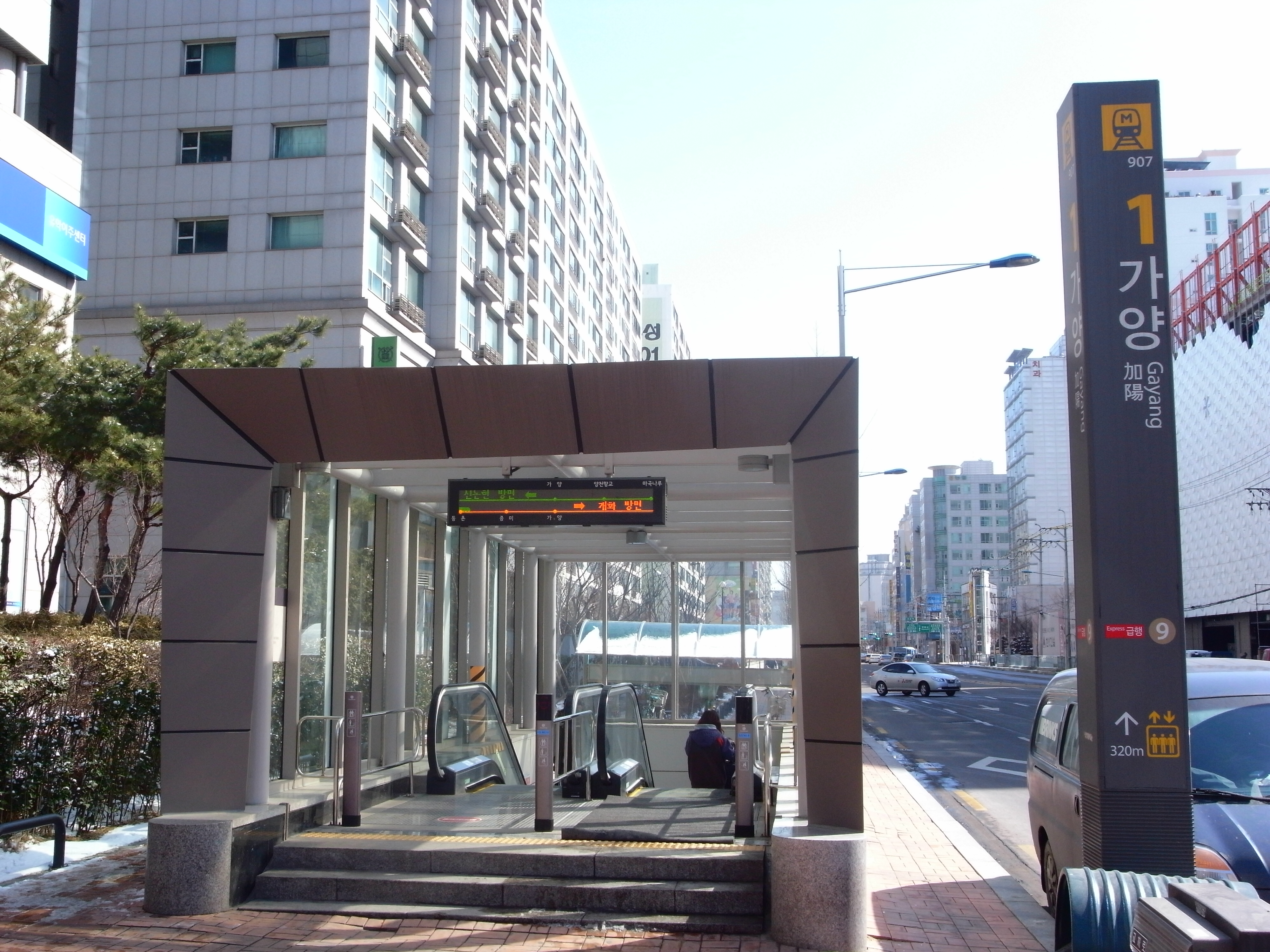
1번 출구
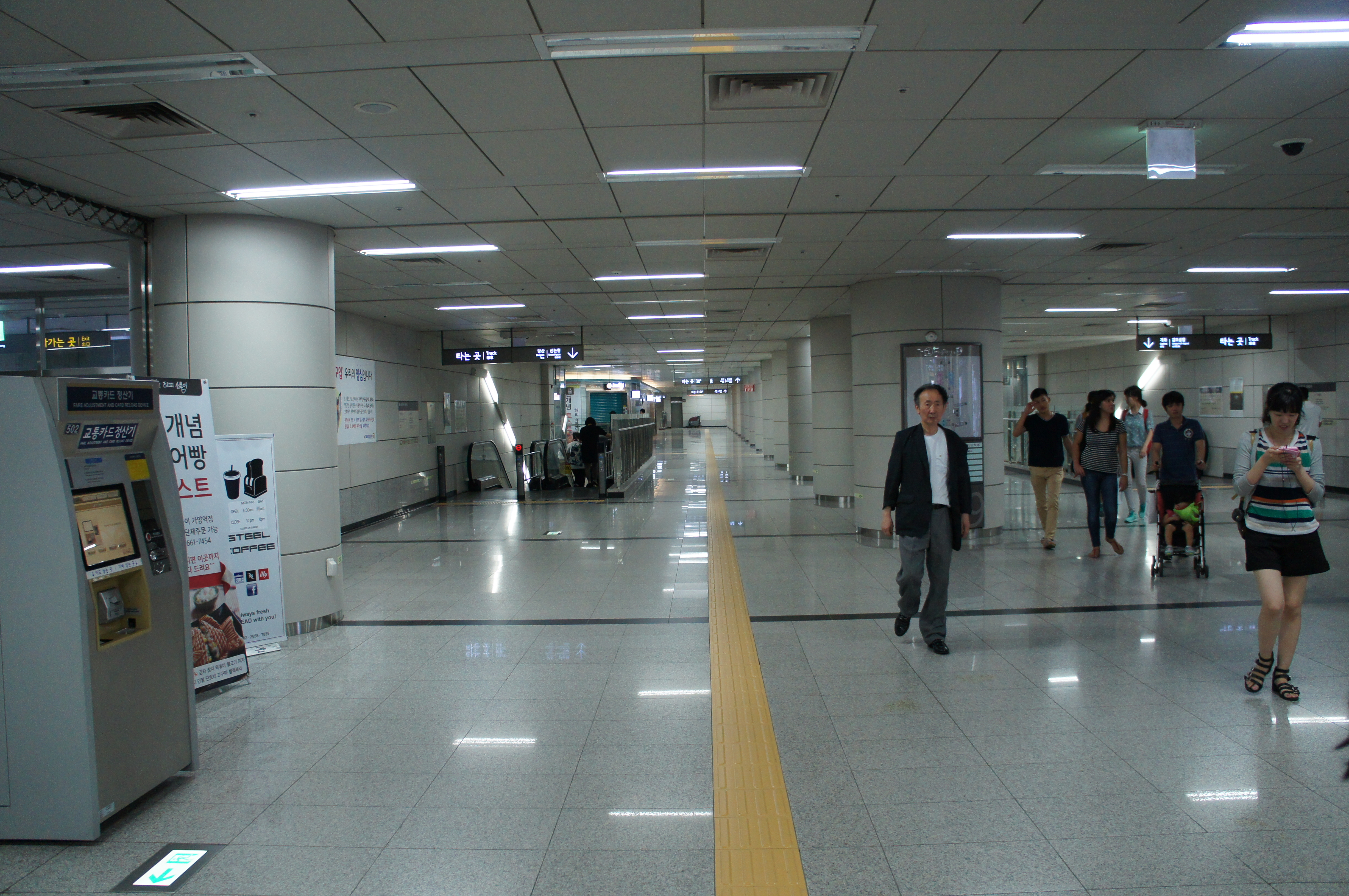
대합실
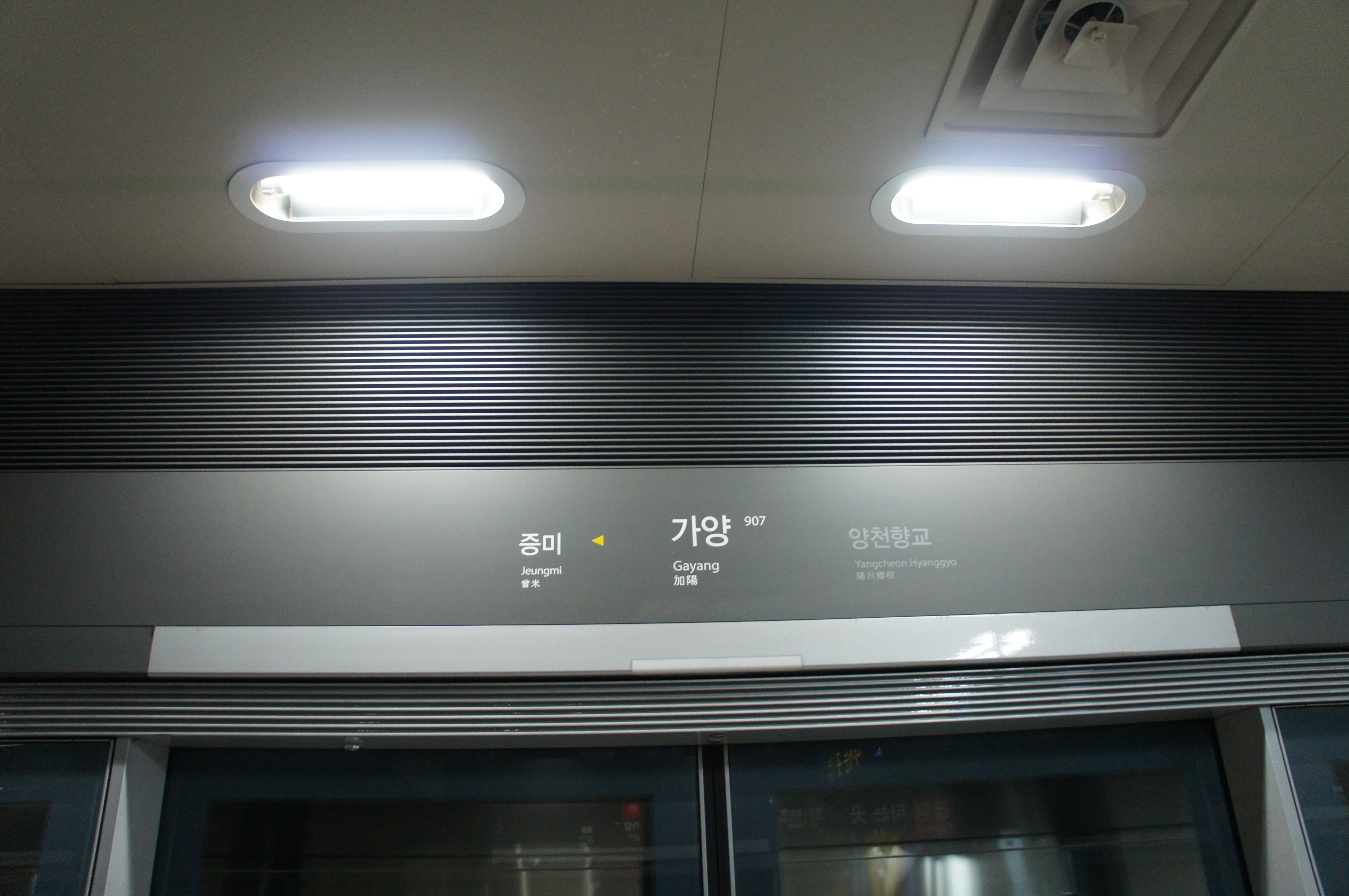
일반열차 스크린도어 역명판

## 역 주변
- 경복여자고등학교
- 경복비즈니스고등학교
- 마포고등학교
- 마포중학교
- 유석초등학교
- 가양대교 (고양·마포방면)
- 가양4·5종합사회복지관
- 가양3동행정복지센터
- 서울강서소방서
- 가양지구대
- SBS 등촌동공개홀
- 홈플러스 가양점
- 홈플러스 강서점
- 등촌9종합사회복지관
- 등촌7종합사회복지관
- 강서구청 방면

## 이용객 변동
2009년 자료는 개통일인 2009년 7월 24일부터 12월 31일까지인 161일치만이 반영된 것이다.
| 노선  | 노선 | 일평균 인원수 (명/일) | 일평균 인원수 (명/일) | 일평균 인원수 (명/일) | 일평균 인원수 (명/일) | 일평균 인원수 (명/일) | 일평균 인원수 (명/일) | 일평균 인원수 (명/일) | 일평균 인원수 (명/일) | 일평균 인원수 (명/일) | 각주  |
| 노선  | 노선 | 2009년                | 2010년                | 2011년                | 2012년                | 2013년                | 2014년                | 2015년                | 2016년                | 2017년                | 각주  |
| ----- | ---- | --------------------- | --------------------- | --------------------- | --------------------- | --------------------- | --------------------- | --------------------- | --------------------- | --------------------- | ----- |
| 9호선 | 승차 | 11,622                | 14,519                | 16,145                | 17,635                | 18,394                | 19,547                | 20,121                | 20,684                | 20,803                | [ 4 ] |
| 9호선 | 하차 | 10,898                | 13,518                | 14,956                | 16,306                | 17,126                | 18,236                | 19,368                | 19,911                | 19,984                | [ 4 ] |

## 인접한 역
| 서울 지하철 9호선          | 서울 지하철 9호선        | 서울 지하철 9호선          |
| -------------------------- | ------------------------ | -------------------------- |
| 905 마곡나루 김포공항 방면 | ● 서울 지하철 9호선 급행 | 910 염창 중앙보훈병원 방면 |
| 906 양천향교 개화 방면     | ● 서울 지하철 9호선 일반 | 908 증미 중앙보훈병원 방면 |